# اودت یو ۱۲

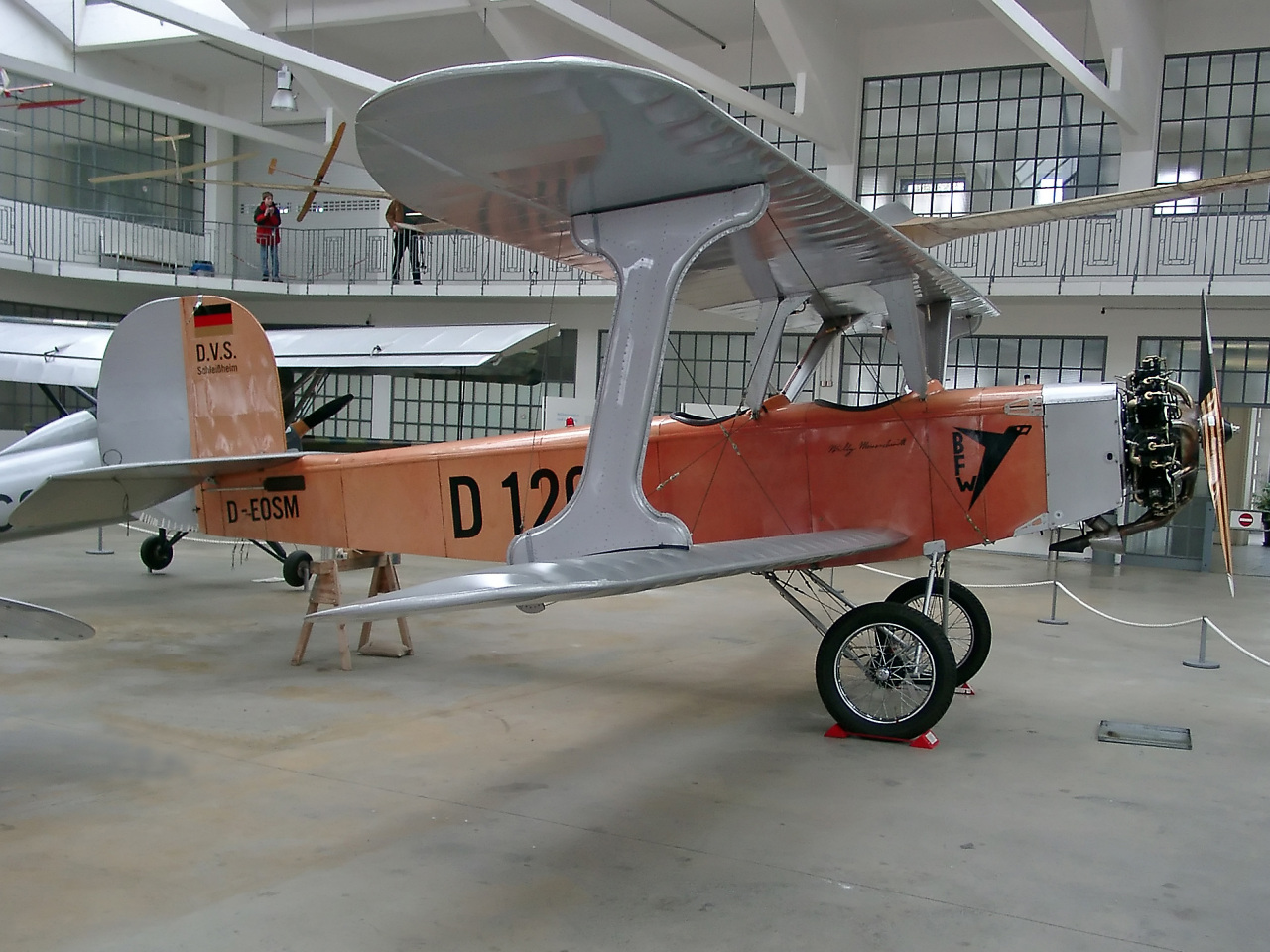
هوا گرد اودت یو ۱۲

اودت یو ۱۲ (به انگلیسی: Udet U 12) یک هواگرد ساختِ کارخانهٔ ارنست اودت است. این هواگرد در ۱۹۲۵ میلادی نخستین پرواز خود را انجام داد.